# Eiphosoma urgulium
Eiphosoma urgulium là một loài tò vò trong họ Ichneumonidae.